# لنفوم بورکیت

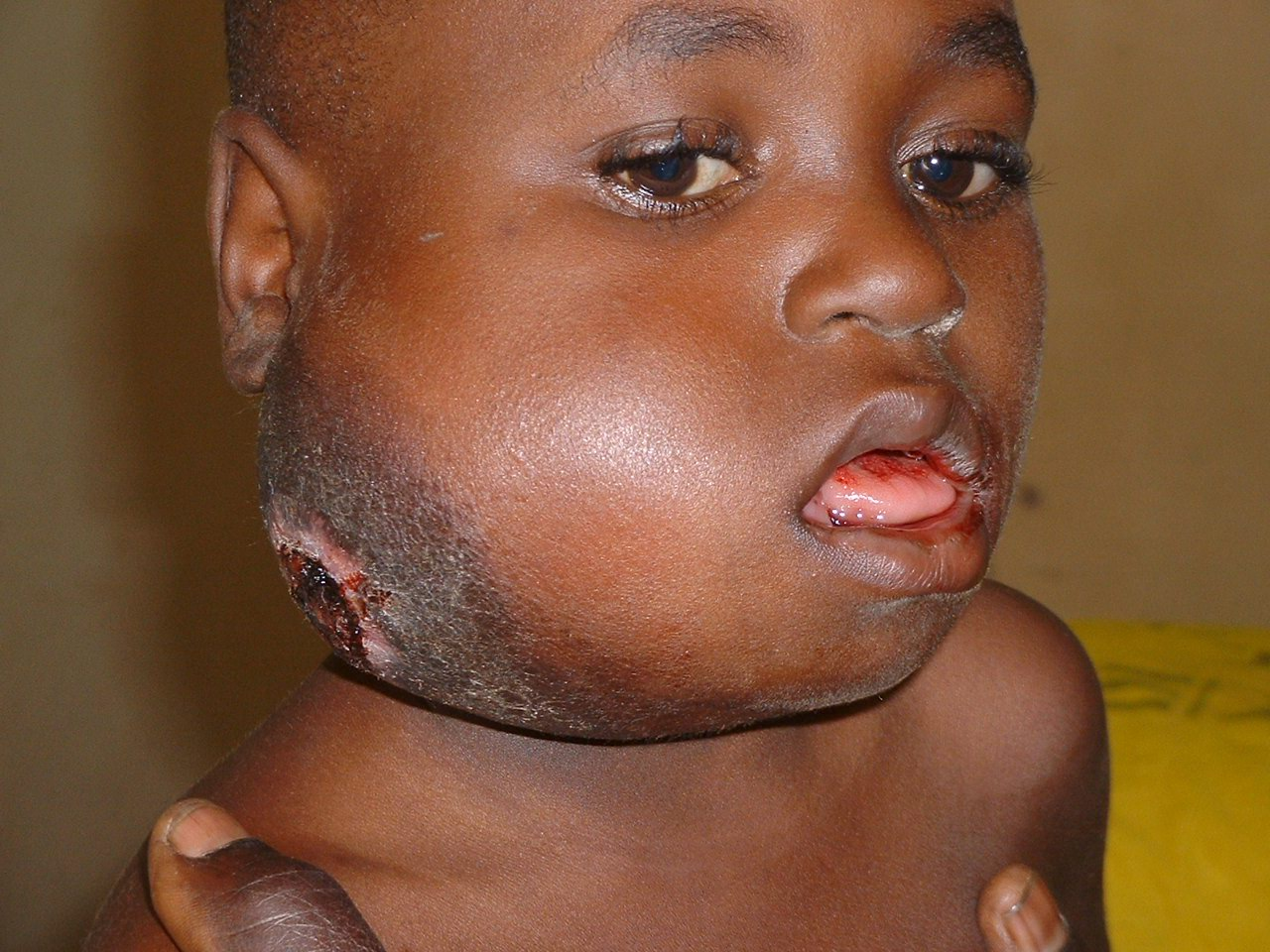
کودک هفت ساله نیجری که با آنتی‌بیوتیک تحت درمان قرار گرفته. تومور باعث به وجود آمدن زخم در آرواره‌های او شده است.

لنفوم بورکیت (به انگلیسی: Burkitt's lymphoma) یا سرطان لنفی یا تومور بورکیت سرطانی مربوط به دستگاه لنفاوی (مخصوصاً لنفوسیت‌های بی) است. نام این بیماری از دنیس پارسون بورکیت، جراحی که برای اولین بار در سال ۱۹۵۶ بیماری را کشف نمود، برگرفته شده است.
۲٫۳% سرطان‌های مربوط به خون لنفوم بورکیت هستند.
افراد مبتلا به ایدز خطر آلودگی به لنفوم بورکیت را نیز دارند. پس از سارکوم کاپوزی لنفوم شایع‌ترین سرطانی است که در افراد مبتلا به ایدز اتفاق می‌افتد و علت مرگ نزدیک به ۱۶ درصد از مبتلایان به ایدز می‌باشد و در ۳ تا ۴ درصد از موارد، اولین نشانه ایدز است.تومور فک در کودکان و نوجوانان آفریقایی می باشد.این تومور در 90% موارد حاوی DNA ویروسی EBV و آنتی ژن 1 EBNA- است. منشا سلول های توموری در لنفوم بورکیت لنفوسیت ها هستند. مالاریا یک کوفاکتور برای لنفوم بورکیت است و باعث تسریع بزرگ شدن سلول های آلوده و انباشتگی آنها می شود. ترانس لوکاسیون های کروموزومی 8:14 8:22 8:2 در سلول های توموری انکوژن C-myc را مجاور پروموتر بسیار فعالی مانند پروموتر ژن ایمونوگلوبولین قرار می دهد..

## درمان
دورهٔ درمانی شامل دوز معینی از EPOCH به همراه ریتوکسان می‌شود. تاثیر شیمی‌درمانی، مانند سایر سرطان‌ها، به زمان تشخیص بیماری بستگی دارد.
شیمی‌درمانی
- سیکلوفسفامید
- دوکسورابیسین
- وینکریستین
- متوتروکسات
- سیترابین
- ایفوزفامید
- اتوپوزید
- ریتوکسیماب[۵]

سایر درمان‌ها شامل ایمن‌درمانی، پیوند مغز استخوان، جراحی جهت برداشتن تومور و پرتودرمانی می‌شود.